# 浦元種
浦 元種（うら もとたね）は、安土桃山時代から江戸時代前期にかけての武士。毛利氏家臣で長州藩士。父は磯兼景綱で、伯父である乃美景継の養子となる。祖父は小早川隆景の重臣である乃美宗勝。

## 生涯
天正17年（1589年）、小早川隆景家臣・磯兼景綱の子として生まれ、実子がいない伯父・乃美景継の養子となる。
天正20年（1592年）9月23日、文禄の役において病を得た祖父・乃美宗勝が死去する。
慶長18年（1613年）9月14日に養父の乃美景継が死去し、家督を継いだ。元種の代になってから苗字を「乃美」から「浦」に改めている。
慶安元年（1648年）11月7日に死去。享年60。嫡男の就昌が後を継いだ。